# دينيس سيدورينكو
دينيس سيدورينكو (بالأوكرانية: Сидоренко Денис Борисович)‏ هو لاعب كرة قدم أوكراني في مركز حراسة المرمى، ولد في 18 أبريل 1989 في خاركيف في أوكرانيا. شارك مع منتخب أوكرانيا تحت 18 سنة لكرة القدم ومنتخب أوكرانيا تحت 19 سنة لكرة القدم. أما مع النوادي، فقد لعب مع نادي تافريا سيمفروبول ونادي ميتاليست خاركيف.

## وصلات خارجية
- دينيس سيدورينكو على موقع اتحاد أوكرانيا (الإنجليزية)
- دينيس سيدورينكو على موقع قاعدة بيانات كرة القدم.إي يو (الإنجليزية)
- دينيس سيدورينكو على موقع Soccerway.com (الإنجليزية)
- دينيس سيدورينكو على موقع عالم كرة القدم.نت (الإنجليزية)